# Hylaeus asperithorax
Hylaeus asperithorax är en biart som först beskrevs av Rayment 1927.  Hylaeus asperithorax ingår i släktet citronbin, och familjen korttungebin. Inga underarter finns listade i Catalogue of Life.

## Bildgalleri

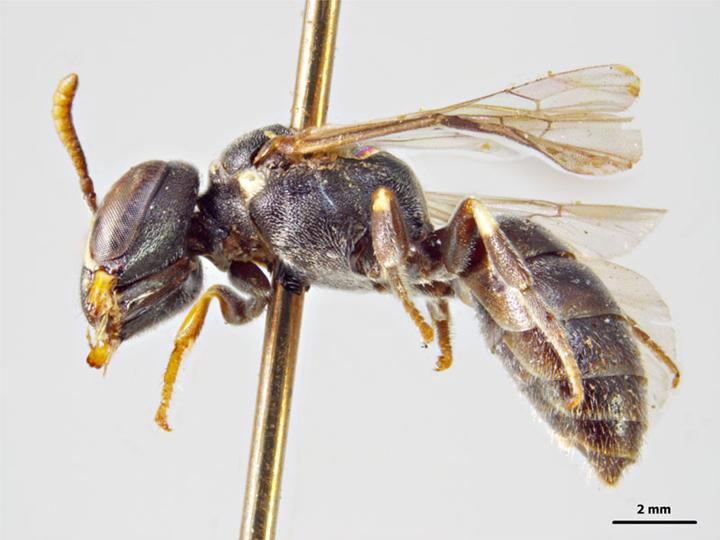